# Irwindale
Irwindale – miasto w Stanach Zjednoczonych, w stanie Kalifornia, w hrabstwie Los Angeles. W 2010 zamieszkiwało je 1422 osób. Miasto leży na wysokości 143 metrów n.p.m. i zajmuje powierzchnię 24,897 km².
Prawa miejskie uzyskało 6 sierpnia 1957.